# Войтюк Яків Семенович
Я́ків Семе́нович Войтю́к (також Войтюк-Макаренко) (нар. 2 квітня 1894 р., с. Сільце Холмського повіту Люблінської губернії (нині Люблінське воєводство, Польща) — † 3 листопада 1937, розстрільний полігон НКВС СРСР в урочищі Сандармох, нині в Медвеж'єгорському районі Республіки Карелії, РФ) — український громадський і політичний діяч на Холмщині, посол до польського Сейму (1922—1927). Жертва сталінського терору.

## Життєпис
Народився в українській сім'ї заможних селян. Закінчив Холмське духовне училище, 3 класи духовної семінарії, навчався на історико-філологічному факультеті Московського університету, належав до соціалістичного студентського гуртка. Згодом в УСРР здобув вищу освіту — закінчив виш Всеукраїнської асоціації марксо-ленінських інститутів (ВУАМЛІН) у Харкові.
Під час Першої світової війни служив у російській армії на Тернопільщині, військове звання — прапорщик. Відомий як громадсько-політичний діяч на Холмщині: організатор «Поліської Січі» в Кобрині (1919), редактор української газети «Наше життя» в Холмі, посол до польського Сейму (1922—1927), де був членом українського клубу соціал-демократичної партії (УСДП), а з 1924 р. — головою комуністичної фракції у Сеймі.
Був членом КПЗУ і КП(б)У (1924—1933). У 1928-му виїхав до УСРР. Викладав соціально-економічні науки в медичному і кооперативному інститутах. Проживав у Харкові.
Арештований 11 травня 1933-го у сфабрикованій чекістами справі «Української військової організації» («УВО»), під тиском слідства «винним себе визнав». Судова трійка при колегії ГПУ УСРР 1 жовтня 1933 року ухвалила присуд за ст. 54-11 КК УСРР — 10 років концтабору. Дружину Якова Войтюка після його засудження вислали з Харкова до Бєлгорода. У травні 1935-го вона листом зверталася до Катерини Пєшкової з проханням допомогти розшукати адресу чоловіка, відправленого на Соловки (на всі листи й телеграми В. Войтюк на той час відповіді з місця ув'язнення не надходило). Пєшкова — перша дружина радянського пролетарського письменника Максима Горького; вона від 1922 р. очолювала організацію допомоги політв'язням, що функціонувала аж до початку Великого терору.
Яків Войтюк відбував покарання на Соловецьких островах (табірний пункт Кремль, одиночна камера спецізолятора). Постановою окремої трійки Управління НКВД СРСР по Ленінградській області від 9 жовтня 1937 року дістав найвищу кару (розстріл). Вивезений із Соловків з великим етапом в'язнів Соловецької тюрми і страчений 3 листопада 1937 р. в урочищі Сандармох поблизу Медвежої Гори (нині Медвеж'єгорськ, Республіка Карелія, РФ).
Реабілітований посмертно 28 серпня 1956 року.